# Aleksandrija
 Ovo je glavno značenje pojma Aleksandrija. Za druga značenja pogledajte Alexandria (Rumunjska).
Aleksandrija (grčki: Αλεξάνδρεια, koptski: Ⲣⲁⲕⲟⲧⲉ Rakotə, arapski: الإسكندرية Al-ʼIskandariya, egipatski arapski: Iskindireyya) je najveća egipatska luka i drugi po veličini grad u Egiptu, sa stanovništvom od 3.5 do 5 milijuna. Grad se proteže na 32 kilometra na afričkoj obali Sredozemnog mora u sjevernom Egiptu. Grad je poznat po staroj i novoj Aleksandrijskoj knjižnici, te je važno industrijsko središte zbog naftovoda i plinovoda sa Sueza.
U antičko doba, grad je bio poznat po svom svjetioniku (jedno od sedam svjetskih čuda) i po knjižnici koja je bila najveća u to vrijeme. Podvodna arheološka istraživanja u aleksandrijskoj luci, otkrivaju da je prije dolaska Aleksandra ovdje postojao grad Rhakotis, za vrijeme dinastije Ptolemejevića.

## Povijest
Ime Aleksandrija dolazi od Aleksandra Velikog. Grad je kao sjedište Ptolemejevića, koji su tad vladali Egiptom, brzo postao jedan od najvećih gradova u helenističkom svijetu, po veličini i bogatstvu odmah iza Rima. Nakon što su islamski vladari u srednjem vijeku osnovali Kairo te ga proglasili glavnim gradom, važnost grada opada, te se do kasnog otomanskog razdoblja, grad pretvorio u malo ribarsko selo. Trenutno je grad najveća egipatska luka i važno industrijsko središte, gdje se obrađuje i proizvodi nafta, asfalt, pamuk, hrana, papir i plastika.

### Osnutak grada
Aleksandriju je osnovao Aleksandar Veliki oko 334. pr. Kr. (točan datum je predmet rasprava) kao mjesto imenom Ἀλεξάνδρεια (latinično: Aleksándreia). Aleksandrov glavni arhitekt bio je Dinokrat s Rodosa. Postoje mnoge legende o osnutku grada, od crtanja plana grada do borbe s morskim čudovištima.
Aleksandrija je zamijenila Naukratis kao grčko središte u Egiptu, te je povezivala Grčku s bogatom dolinom Nila. Grad je sagrađen iza otoka Fara na mjestu Rhakotisa, ribarskog i gusarskog naselja. Iza grada se nalazilo pet domorodačkih sela. Nekoliko mjeseci nakon osnutka grada, Aleksandar je otišao iz Egipta na istok, te se nikad nije vratio u grad. Njegov podkralj Kleomen nastavio je razvijati i širiti grad.
Legenda kaže da se Homer prikazao Aleksandru u snu u kojem je opisao otok u moru iza kojeg se nalazi plodna egipatska zemlja, a ime tog otoka bilo je Far.

### Razdoblje Ptolemejevića
U borbi za Aleksandrovo nasljedstvo, njegov general Ptolemej I. Soter donio je njegovo tijelo u Aleksandriju, gdje je ono postalo turistička atrakcija koja je privlačila mnoge.
Najveći razvitak grada zabilježen je u ovo doba, kad su izgrađeni Heptastadion i glavne gradske četvrti. Grad je od uništenog Tira, prisvojio naslov trgovačkog središta između Europe i arapskog i indijskog istoka, te je za manje od jedne generacije postao veći od Kartage. Za samo jedno stoljeće, Aleksandrija je postala drugi najveći grad na svijetu (poslije Rima). Budući da je ovo bio slobodni grad, zadržao je svoj senat i za vrijeme vladavine Rimskog Carstva, čiju je pravnu funkciju vratio Septimije Sever, nakon što ju je nakratko oduzeo August.
Aleksandrija nije bila samo helenističko središte, nego je bila i grad s najbrojnijom židovskom populacijom na svijetu. Ovdje je napisana Septuaginta, tekst iz Hebrejske Biblije. Grad je imao vodeće grčko sveučilište u Aleksandrijskoj knjižnici. Rani Ptolemejevići vladali su gradom podijelivši ga na tri naroda: Grke, Židove i Egipćane. Zbog ovih podjela kasnije su izbili razni neredi, pogotovo za vrijeme Ptolemeja IV., koji je vladao od 221. do 204. pr. Kr. Vladavinu Ptolemeja VIII. (od .do 116. pr. Kr.) obilježile su čistke i ratovi, te spletke kraljevih žena i sinova.

### Rimska vladavina od 80. do 30. godine pr. Kr.
Službeno je grad, po volji Ptolemeja Aleksandra došao pod rimsku upravu 80. pr. Kr., iako je bio pod rimskim utjecajem već više od sto godina. Julije Cezar napao je grad 47. pr. Kr. i udvarao se Kleopatri. Za njim je slijedio Marko Antonije, pa Oktavijan koji je u gradu postavio prefekta. Grad je tada postao jedna od važnih rimskih luka.

### Aleksandrija u Egiptu kao rimskoj provinciji
Od pripajanja pa nadalje, Aleksandrija je ponovo zadobila svoj stari sjaj, najviše zbog upravljanja jednom od najvažnjih rimskih žitnica. Ovo je vjerojatno i razlog zašto je grad, August stavio izravno pod carsku upravu. 215. godine, car Karakala bio je u posjetu gradu te je zbog nekih uvredljivih satira, koje je stanovništvo uputilo njemu, naredio svojim trupama pokolj sve mladeži koja može nositi oružje. Ovo je rezultiralo masovnim pokoljem stanovništva.

### Kasniji rimski period i pad Carstva
U ovo vrijeme Aleksandrija postaje jedno od središta kršćanske teologije i crkvene uprave. Usprkos jakoj poganskoj i arijanskoj zastupljenosti, Atanazije Aleksandrijski osniva Aleksandrijska patrijaršija koji ima veliki utjecaj u kršćanstvu kroz sljedeća dva stoljeća.
Povećavanjem domorodačkog utjecaja u dolini Nila, Aleksandrija je postupno postala otuđen grad koji je bio sve više i više odvojen od Egipta, što je rezultiralo padom trgovine, bogatstva i broja stanovništva.
U 4. stoljeću, kršćanska progonstva pogana postala su sve žešća, uništeni su brojni hramovi i kipovi diljem Rimskog Carstva, zatvarane su knjižnice, te su poganski obredi postali kažnjivi smrću. 391. godine, car Teodozije I. Veliki naredio je rušenje svih poganskih hramova, s čime se složio i patrijarh Teofil Aleksandrijski. Po nekim teorijama u ovo je vrijeme srušena Aleksandrijska knjižnica i Serapejon. Žrtva ovih progona bila je i matematičarka i filozofkinja Hipatija.
Brucheum i židovske četvrti su opustošene u 5. stoljeću, a glavni gradski spomenici, kao Muzej i Soma postali su ruševine. Gradski se život odvijao samo oko Serapeuma i Caesareuma, koji su postali kršćanske crkve. Četvrti Fara i Heptastadiuma ostale su naseljene i očuvane.

### Arapsko osvajanje
616. godine, grad je osvojio perzijski kralj Hozroje II. Parviz. Iako je bizantski car Heraklije, vratio grad nekoliko godina kasnije, 640. godine, Arapi pod vodstvom generala Amr ibn al-Asa, osvajaju ga nakon četrnaestomjesečne opsade. Grad za to vrijeme nije dobivao pomoć iz Carigrada, jer je Heraklije umro i da je novi car Konstantin III. imao samo 12 godina. Gubitke koje je grad pretrpio, Amr je opisao u svom pismu kalifu Omaru:
- 4 000 palača,
- 4 000 kupališta,
- 12 000 trgovaca svježim uljem,
- 12 000 vrtlara,
- 40 000 Židova s otkupninama i
- 400 kazališta ili drugih mjesta za zabavu.

### Srednjovjekovno razdoblje
Srednjovjekovno razdoblje grada još je uvijek predmet proučavanja. Prema srednjovjekovnim arapskim piscima, grad su napali križari u Petom križarskom ratu, Majmonid se ovdje nalazio za vrijeme svog povratka iz Kaira, a Saladin je ovdje osnovao vakuf. Dokumenti o ovom osnivanju, jedni od najstarijih tog tipa su nedavno otkriveni u gradskim arhivama Kaira.

### Moderna povijest
U novom dobu, Aleksandrija nema značajnog proširenja, a tek je kasnije na ruševinama starog grada izgrađen novi, moderni grad. U srpnju 1882. godine Britanska kraljevska ratna mornarica bombardira i zauzima grad.

## Zemljopis

### Izgled starog grada
Grčka Aleksandrija bila je podijeljena u tri djela:
1. Brucheum, kraljevska ili grčka četvrt, koja je bila najveličanstveniji dio grada. U rimskom razdoblju Brucheum je povećan za još jednu službenu četvrt, što je sveukupno činilo četiri djela. Grad je napravljen u obliku mreže paralelnih ulica, od kojih je svaka imala podzemni kanal;
2. Židovska četvrt, je činila sjeveroistočni dio grada;
3. Rhakotis, na zapadu je bila četvrt u kojoj su živjeli većinom Egipćani (od koptskog Rakotə "Aleksandrija").

Dvije glavne ulice, koje su bile svaka široka 60 metara, križale su se u središtu grada blizu Aleksandrovog mauzoleja. Danas se još mogu naći neki popločeni dijelovi ovih ulica, ali najbolje tragove starih ulica i kanala pronašli su 1899. godine njemački arheolozi izvan istočnih zidina.
Stara se Aleksandrija nalazila na samo malo širem području od otoka Fara, koji je s kopnom bio spojen molom dugačkim 1260 metara. Današnja četvrt Ras et-Tin predstavlja sve što je ostalo od starog otoka Fara na kojem se nalazio Svjetionik. Istočno od mola bila je Velika Luka, a zapadno luka Eunostos sa svojim nutarnjim bazenom Eunostos u kojem se danas nalazi moderna luka.

## Stanovništvo
S 3,87 milijuna stanovnika (procjena iz 2006.) tj. 4,32 milijuna stanovnika u gradskoj aglomeraciji, ovo je drugi po veličini grad u sjevernoj Africi, te deseti u cijeloj Africi.
Razvoj stanovništva:
| Godina          | Stanovništvo |
| --------------- | ------------ |
| 1976 (popis)    | 2.318.655    |
| 1986 (popis)    | 2.917.327    |
| 1996 (popis)    | 3.328.196    |
| 2006 (procjena) | 3.865.502    |

## Prijevoz

### Zračne luke
Aleksandriju opslužuje El Nhouza zračna luka, koja se nalazi 7 km jugoistočno.
Drugi aleksandrijski aerodrom je Bourg El Arab koji se nalazi 25 km od središta grada. Taj aerodrom je u civilnoj upotrebi od 2003. godine, a prije se koristio za vojne svrhe, te još i danas na njemu postoji vojni dio.

### Autoceste
- Međunarodna obalna cesta.
- Pustinjska cesta.
- Poljoprivredna cesta.
- Kružna cesta.

### Javni prijevoz
- Lokalni vlak:

Proteže se od stanice Misr, do Abukira.
- tramvajska mreža.
- autobusi i minibusevi.
- taksi.

## Poznati stanovnici
- Eratosten, grčki matematičar
- Euklid, grčki matematičar
- Heron, grčki znanstvenik i matematičar
- Pappus, grčki matematičar i filozof
- Herofil, grčki liječnik
- Origen, kršćanski teolog
- Kleopatra, egipatska kraljica
- Hipatija, grčka filozofkinja i matematičarka
- Filon, helenizirani židovski filozof
- Ptolomej, grčki astronom, astrolog, matematičar, geograf i fizičar
- Dionizije Tračanin, grčki gramatičar
- Elije Herodijan, grčko-rimski gramatičar
- Apolonije Diskol, grčki gramatičar
- Apijan, rimski povjesničar
- Katarina Aleksandrijska, mučenica
- Sveti Atanazije Aleksandrijski, aleksandrijski patrijarh i crkveni naučitelj
- Sveti Ćiril Aleksandrijski, aleksandrijski patrijarh i crkveni naučitelj
- Didim Slijepi, crkveni pisac
- Abaz II. Hilmi, zadnji kediv (turski podkralj) Egipta
- Fillippo Marinetti, talijanski književnik
- Konstantinos Kavafis, novogrčki pjesnik
- Hassan Fathy, egipatski arhitekt
- Rudolf Heß, nacistički političar
- Eric Hobsbawm, britanski povjesničar
- Gamal Abdel Nasser, egipatski političar
- Fauzija od Egipta, perzijska princeza
- Georges Moustaki, francuski pjevač i skladatelj
- Youssef Chahine, egipatski filski režiser
- Michael Dames, britanski geograf i arheolog
- Omar Sharif, egipatski glumac
- Demis Roussos, grčki pjevač
- Haim Saban, televizijski i medijski mogul
- Grégoire Solotareff, francuski pisac za djecu
- Dodi Al-Fayed, egipatski milijarder
- Mustafa Amar, egipatski pjevač

## Zbratimljeni gradovi
- , Solun, Grčka

## Galerija fotografija
- Pobjeda
- Džamija Ibrahima Terbane
- Grčka pravoslavna katedrala u Aleksandriji
- Akhenaton, Aleksandrijski nacionalni muzej
- Nadgrobni spomenik, Aleksandrijski nacionalni muzej
- Aleksandrijski nacionalni muzej
- Aleksandrijski nacionalni muzej
- Aleksandrov spomenik (trg Saada Zahgloula)

## Vanjske poveznice
- Aleksandrijska knjižnica
- Bibliotheca Alexandrina
- Gradovi antike  Arhivirana inačica izvorne stranice od 18. lipnja 2006. (Wayback Machine)
- Richard Stillwell, ed. Princeton Encyclopedia of Classical Sites, 1976: Aleksandrija, Egipat”